# Welt am Sonntag
Welt am Sonntag (WamS) – niemiecka ponadregionalna gazeta wydawana przez koncern Axel Springer SE. Stanowi niedzielne wydanie dziennika Die Welt.
Zarządzeniem dyrektora Głównego Urzędu Kontroli Prasy, Publikacji i Widowisk w zastępstwie, Mariana Mikołajczyka, z 27 czerwca 1951 czasopismo zostało pozbawione debitu komunikacyjnego i zakazano jego rozpowszechniania w Polsce Ludowej.